# Природоматематическа гимназия „Професор Емануил Иванов“, Кюстендил
Природоматематическа гимназия „Професор Емануил Иванов“ e средно училище в гр.Кюстендил, основано през 1973 година. В него се обучават ученици от пети до дванадесети клас. Училището е с общинско финансиране. Намира се на ул. „Георги Паспалев“ № 11.

## История
Гимназията е открита през 1973 г. с Указ на Народното събрание и Заповед № Д-14 от 1 август 1973 г. на Министерството на народната просвета, като от трите физико-математически паралелки на Политехническата гимназия „Неофит Рилски“ се създава ново самостоятелно учебно заведение – Окръжна математическа гимназия „Димитър Каляшки“ с прием от VІІІ клас – 3 паралелки и от V клас – 2 паралелки. Това е първата и дълго време единствената математическа гимназия в България с прогимназиални паралелки. От 1973 г. до 1982 г. учебните занимания се провеждат в сградата на Политехническата гимназия, а след това – в сградата на Икономическия техникум.
Със Заповед № РД-14-4 от 12 април 1985 г. на министъра на народната просвета – проф. Александър Фол, Окръжната математическа гимназия се преобразува в Природоматематическа гимназия (ПМГ) с възможност за обучение в профили „математика“, „физика“, „химия“, „биология“. ПМГ става профилирана гимназия с възможност да развива и обогатява научните си профили. В началото на 1986 г. (13.02.1986 г.) гимназията получава и нова модерна сграда в кв.Колуша.
През пролетта на 1992 г. с Решение на Общински съвет – Кюстендил се преименува в Природоматематическа гимназия „Професор Емануил Иванов“ – на името на първия български професор по математика след Освобождението на България, с което е известна и днес.

## Материална база
Природоматематическа гимназия „Проф. Емануил Иванов“ – гр. Кюстендил разполага със собствена сграда състояща се от шест корпуса – два учебни, един кабинетен, два  спортни, един за хранене. От началото на учебната 2019/2020 година има Център за високи постижения на учениците в областта на природните науки и екологията.
Училището разполага с:
- 18 класни стаи; 5 компютърни кабинета;
- 8 специализирани кабинета (по химия, физика, биология, музика  и изобразително изкуство);
- 2 физкултурни салона и  басейн; открита спортна база;
- 12 хранилища по всички учебни предмети,
- богата училищна библиотека, актова зала, музейна експозиция, столова, и административни помещения.

В сградата е настанено и Начално училище „Свети Климент Охридски“.

## Възпитаници
- Борислав Ангелов (р. 1975), български политолог
- Цветанка Ризова (р. 1965), българска журналистка
- Петър Паунов (р. 1968), български юрист и политик